# IC 4367
IC 4367 је спирална галаксија у сазвјежђу Кентаур која се налази на листи објеката дубоког неба у Индекс каталогу.
Деклинација објекта је - 39° 12' 11" а ректасцензија 14h 5m 36,4s. Привидна величина (магнитуда) објекта IC 4367 износи 12,3 а фотографска магнитуда 13,0. IC 4367 је још познат и под ознакама ESO 325-51, MCG -6-31-21, IRAS 14025-3857, PGC 50266.